# Qualificazioni alla Coppa dei Caraibi 2017
Sono elencate di seguito le date e i risultati per le qualificazioni alla Coppa dei Caraibi 2017.

## Formula
25 membri CFU: Nessuna squadra è qualificata direttamente. Rimangono 25 squadre per 4 posti disponibili per la fase finale: Saint Vincent e Grenadine accede direttamente alla seconda fase, invece Giamaica Haiti e Trinidad e Tobago accedono direttamente alla terza fase. Le qualificazioni si dividono in quattro fasi:
- Prima fase - 21 squadre, divise in sette gruppi da tre squadre, giocano partite di sola andata, le prime due classificate accedono alla seconda fase.
- Seconda fase - 15 squadre, divise in cinque gruppi da tre squadre, giocano partite di sola andata, le prime e le quattro migliori seconde classificate accedono alla terza fase.
- Terza fase - 12 squadre, divise in quattro gruppi da tre squadre, giocano partite di sola andata, le prime classificate si qualificano alla fase finale e alla fase finale della CONCACAF Gold Cup 2017. Le tre migliori seconde classificate accedono al girone eliminatorio per il quinto posto.
- Girone eliminatorio per il 5º posto - 3 squadre, giocano partite di sola andata, la prima classificata accede al playoff interzona per la CONCACAF Gold Cup 2017.

## Prima fase

### Gruppo 1
| Arbitro: | Da Costa |

|                      |           |           |
| Paker 11’ George 30’ | Marcatori | 35’ Gómez |

| Arbitro: | Clarke |

|  |           |                            |
|  | Marcatori | 38’ Panayiotou 44’ Sawyers |

| Arbitro: | Moore |

|                |           |  |
| Panayiotou 65’ | Marcatori |  |

| Pos | Squadra             | P.ti | G | V | N | P | GF | GS | DR |
| --- | ------------------- | ---- | - | - | - | - | -- | -- | -- |
| 1   | Saint Kitts e Nevis | 6    | 2 | 2 | 0 | 0 | 3  | 0  | +3 |
| 2   | Antigua e Barbuda   | 3    | 2 | 1 | 0 | 1 | 2  | 2  | 0  |
| 3   | Aruba               | 0    | 2 | 0 | 0 | 2 | 1  | 4  | -3 |

Saint Kitts e Nevis e Antigua e Barbuda accedono alla seconda fase.

### Gruppo 2
| Arbitro: | Skeete |

|                                                              |           |  |
| Rennie 52’ (rig.) Charles 54’ John-Brown 56’, 67’ Rennie 87’ | Marcatori |  |

| Arbitro: | Johnson |

|             |           |                           |
| Boelijn 89’ | Marcatori | 24’ Herring 76’ Wrensford |

| Arbitro: | Laventure |

|               |           |                          |
| Wrensford 68’ | Marcatori | 15’ Rennie 90+1’ Sampson |

| Pos | Squadra                 | P.ti | G | V | N | P | GF | GS | DR |
| --- | ----------------------- | ---- | - | - | - | - | -- | -- | -- |
| 1   | Grenada                 | 6    | 2 | 2 | 0 | 0 | 7  | 1  | +6 |
| 2   | Isole Vergini Americane | 3    | 2 | 1 | 0 | 1 | 3  | 3  | 0  |
| 3   | Sint Maarten            | 0    | 2 | 0 | 0 | 2 | 1  | 7  | -6 |

Grenada e Isole Vergini Americane accedono alla seconda fase.

### Gruppo 3
| Arbitro: | Tyrell |

|                    |           |           |
| Gómez 28’ Sáez 77’ | Marcatori | 90’ Smith |

| Arbitro: | Taylor |

|                    |           |           |
| Ming 42’ Lambe 76’ | Marcatori | 36’ Evens |

| Arbitro: | Skeete |

|                                   |           |  |
| Lu. Baal 24’ Eric 44’ Contout 63’ | Marcatori |  |

| Pos | Squadra         | P.ti | G | V | N | P | GF | GS | DR |
| --- | --------------- | ---- | - | - | - | - | -- | -- | -- |
| 1   | Guyana francese | 3    | 2 | 1 | 0 | 1 | 4  | 2  | +2 |
| 2   | Bermuda         | 3    | 2 | 1 | 0 | 1 | 3  | 3  | 0  |
| 3   | Cuba            | 3    | 2 | 1 | 0 | 1 | 2  | 4  | -2 |

Guyana francese e Bermuda accedono alla seconda fase.

### Gruppo 4
| Arbitro: | Royal |

|              |           |  |
| Harewood 75’ | Marcatori |  |

| Arbitro: | Royal |

|                                |           |               |
| van Kessel 66’ Zschusschen 81’ | Marcatori | 77’ Rodríguez |

| Arbitro: | Willett |

|                  |           |  |
| Batista 50’, 57’ | Marcatori |  |

| Pos | Squadra         | P.ti | G | V | N | P | GF | GS | DR |
| --- | --------------- | ---- | - | - | - | - | -- | -- | -- |
| 1   | Rep. Dominicana | 3    | 2 | 1 | 0 | 1 | 3  | 2  | +1 |
| 2   | Curaçao         | 3    | 2 | 1 | 0 | 1 | 2  | 2  | 0  |
| 3   | Barbados        | 3    | 2 | 1 | 0 | 1 | 1  | 2  | -1 |

Rep. Dominicana e Curaçao accedono alla seconda fase.

### Gruppo 5
| Arbitro: | Vásquez |

|                                                                             |           |  |
| Peters 11’, 30’ Nurse 14’ Danns 34’ Richardson 45’ Mills 47’ Barrington 65’ | Marcatori |  |

| Arbitro: | Gaymes |

|  |           |                                    |
|  | Marcatori | 16’, 52’ Coca 40’ Rivera 61’ Ortiz |

| Arbitro: | Harris |

|  |           |            |
|  | Marcatori | 65’ Austin |

| Pos | Squadra    | P.ti | G | V | N | P | GF | GS | DR  |
| --- | ---------- | ---- | - | - | - | - | -- | -- | --- |
| 1   | Guyana     | 6    | 2 | 2 | 0 | 0 | 8  | 0  | +8  |
| 2   | Porto Rico | 3    | 2 | 1 | 0 | 1 | 4  | 1  | +3  |
| 3   | Anguilla   | 0    | 2 | 0 | 0 | 2 | 0  | 11 | -11 |

Guyana e Porto Rico accedono alla seconda fase.

### Gruppo 6
| Arbitro: | Ariznat |

|                                       |                      |                                 |
| Milon Beauvue Alphonse Laurence Babel | Tiri di rigore 3 – 2 | Rijssel Baja Talea Eind Kohinor |

| Arbitro: | Da Costa |

|                             |           |                       |
| Rijssel 30’, 36’ Kisoor 41’ | Marcatori | 15’ Beauvue 32’ Nabab |

| Pos | Squadra      | P.ti     | G        | V        | N        | P        | GF       | GS       | DR       |
| --- | ------------ | -------- | -------- | -------- | -------- | -------- | -------- | -------- | -------- |
| 1   | Suriname     | 3        | 2        | 1        | 0        | 1        | 3        | 2        | +1       |
| 2   | Guadalupa    | 3        | 2        | 1        | 0        | 1        | 2        | 3        | -1       |
| -   | Saint-Martin | Ritirato | Ritirato | Ritirato | Ritirato | Ritirato | Ritirato | Ritirato | Ritirato |

Saint-Martin si ritira, Suriname e Guadalupa accedono alla seconda fase.

### Gruppo 7
| Arbitro: | Van der Sande |

|                                     |           |  |
| Parsemain 12’ Arquin 68’ Langil 85’ | Marcatori |  |

| Arbitro: | Ascani |

|  |           |                                                                         |
|  | Marcatori | 20’ (aut.) Dicker 33’ Bertrand 28’, 51’ Walters 4’, 55’ 85’ (rig.) Wade |

| Arbitro: | Owen |

|                     |           |                                                    |
| Bertrand 74’ (pen.) | Marcatori | 11’ (aut.) Joseph 23’ Hérelle 53’ Arquin 88’ Abaul |

| Pos | Squadra                   | P.ti | G | V | N | P | GF | GS | DR  |
| --- | ------------------------- | ---- | - | - | - | - | -- | -- | --- |
| 1   | Martinica                 | 6    | 2 | 2 | 0 | 0 | 7  | 1  | +6  |
| 2   | Dominica                  | 3    | 2 | 1 | 0 | 1 | 8  | 4  | +4  |
| 3   | Isole Vergini Britanniche | 0    | 2 | 0 | 0 | 2 | 0  | 10 | -10 |

Martinica e Dominica accedono alla seconda fase.

## Seconda fase

### Gruppo 1
| Arbitro: | Da Costa |

|                                            |                      |                                   |
| John-Brown 3’, 27’ M. Phillip 38’          | Marcatori            | 44’ (rig.) 62’ H. Ramos 88’ Ortiz |
| J. Rennie George Andall A. Phillip Charles | Tiri di rigore 3 – 4 | H. Ramos Rivera Sánchez Ortiz     |

| Arbitro: | Vásquez |

|                   |           |                |
| H. Ramos 6’, 115’ | Marcatori | 35’ Blackstock |

| Arbitro: | Harris |

|                                                              |           |             |
| Byers 51’ Jahraldo-Martin 61’, 83’ Murtagh 76’ Harriette 77’ | Marcatori | 73’ Charles |

| Pos | Squadra           | P.ti | G | V | N | P | GF | GS | DR |
| --- | ----------------- | ---- | - | - | - | - | -- | -- | -- |
| 1   | Porto Rico        | 6    | 2 | 2 | 0 | 0 | 5  | 4  | +1 |
| 2   | Antigua e Barbuda | 3    | 2 | 1 | 0 | 1 | 6  | 3  | +3 |
| 3   | Grenada           | 0    | 2 | 0 | 0 | 2 | 4  | 8  | -4 |

Porto Rico e Antigua e Barbuda accedono alla terza fase.

### Gruppo 2
| Arbitro: | Skeete |

|                             |           |  |
| Jean-Baptiste 67’ Babin 79’ | Marcatori |  |

| Arbitro: | Van der Sande |

|                    |           |          |
| Anatol 23’ Dan 64’ | Marcatori | 41’ Wade |

| Arbitro: | Moore |

|  |           |                                          |
|  | Marcatori | 6’ Audel 47’ Delem 58’ Grougi 69’ Langil |

| Pos | Squadra   | P.ti | G | V | N | P | GF | GS | DR |
| --- | --------- | ---- | - | - | - | - | -- | -- | -- |
| 1   | Martinica | 6    | 2 | 2 | 0 | 0 | 6  | 0  | +6 |
| 2   | Guadalupa | 3    | 2 | 1 | 0 | 1 | 2  | 3  | -1 |
| 3   | Dominica  | 0    | 2 | 0 | 0 | 2 | 1  | 6  | -5 |

Martinica accede alla terza fase.

### Gruppo 3
| Arbitro: | Legister |

|                          |           |                                              |
| Holder 18’ Beresford 78’ | Marcatori | 7’, 61’, 89’ Zschusschen 42’, 63’ Van Kessel |

| Arbitro: | Anderson |

|  |           |                                                              |
|  | Marcatori | 23’, 74’ Bobb 25’, 44’ Shakes 30’ Millington 68’, 87’ Abrams |

| Arbitro: | Nembhard |

|                                                                        |           |  |
| Van Kessel 2’, 24’, 50’ Zschusschen 10’, 54’ Bacuna 45’ Nepomuceno 70’ | Marcatori |  |

| Pos | Squadra                 | P.ti | G | V | N | P | GF | GS | DR  |
| --- | ----------------------- | ---- | - | - | - | - | -- | -- | --- |
| 1   | Curaçao                 | 6    | 2 | 2 | 0 | 0 | 12 | 2  | +10 |
| 2   | Guyana                  | 3    | 2 | 1 | 0 | 1 | 9  | 5  | +4  |
| 3   | Isole Vergini Americane | 0    | 2 | 0 | 0 | 2 | 0  | 14 | -14 |

Curaçao e Guyana accedono alla terza fase.

### Gruppo 4
| Arbitro: | Morrison |

|  |           |          |
|  | Marcatori | 27’ Faña |

| Arbitro: | Rodríguez |

|               |           |           |
| Faña 47’, 53’ | Marcatori | 22’ Evens |

| Arbitro: | Ward |

|                                     |           |  |
| Rimane 64’ Abelinti 80’ Contout 82’ | Marcatori |  |

| Pos | Squadra         | P.ti | G | V | N | P | GF | GS | DR |
| --- | --------------- | ---- | - | - | - | - | -- | -- | -- |
| 1   | Rep. Dominicana | 6    | 2 | 2 | 0 | 0 | 3  | 1  | +2 |
| 2   | Guyana francese | 3    | 2 | 1 | 0 | 1 | 4  | 2  | +2 |
| 3   | Bermuda         | 0    | 2 | 0 | 0 | 2 | 0  | 4  | -4 |

Rep. Dominicana e Guyana francese accedono alla terza fase.

### Gruppo 5
| Arbitro: | Willett |

|                |           |  |
| Panayiotou 30’ | Marcatori |  |

| Arbitro: | Tyrell |

|                         |           |            |
| Kisoor 85’ Valies 90+4’ | Marcatori | 71’ Samuel |

| Arbitro: | Laventure |

|  |           |               |
|  | Marcatori | 6’ Blanchette |

| Pos | Squadra                   | P.ti | G | V | N | P | GF | GS | DR |
| --- | ------------------------- | ---- | - | - | - | - | -- | -- | -- |
| 1   | Saint Kitts e Nevis       | 6    | 2 | 2 | 0 | 0 | 2  | 0  | +2 |
| 2   | Suriname                  | 3    | 2 | 1 | 0 | 1 | 2  | 2  | 0  |
| 3   | Saint Vincent e Grenadine | 0    | 2 | 0 | 0 | 2 | 1  | 3  | -2 |

Saint Kitts e Nevis e Suriname accedono alla terza fase.

### Raffronto tra le seconde classificate
| Pos | Gruppo | Squadra           | P.ti | G | V | N | P | GF | GS | DR |
| --- | ------ | ----------------- | ---- | - | - | - | - | -- | -- | -- |
| 1   | 3      | Guyana            | 3    | 2 | 1 | 0 | 1 | 9  | 5  | +4 |
| 2   | 1      | Antigua e Barbuda | 3    | 2 | 1 | 0 | 1 | 6  | 3  | +3 |
| 3   | 4      | Guyana francese   | 2    | 2 | 1 | 0 | 1 | 4  | 2  | -2 |
| 4   | 5      | Suriname          | 1    | 2 | 1 | 0 | 1 | 2  | 2  | 0  |
| 5   | 2      | Guadalupa         | 1    | 2 | 1 | 0 | 1 | 2  | 3  | -1 |

## Terza fase

### Gruppo 1
| Arbitro: | Royal |

|                                      |           |                                  |
| Kisoor 58’ Talea 103’ Rozenblad 110’ | Marcatori | 4’ Barrington 120’ McKenzie-Lyle |

| Arbitro: | Skepple |

|                 |           |                                                 |
| Butters 7’, 30’ | Marcatori | 63’ Watson 88’ Williams 116’ Francis 120’ Burke |

| Arbitro: | Da Costa |

|           |           |  |
| Burke 16’ | Marcatori |  |

| Pos | Squadra  | P.ti | G | V | N | P | GF | GS | DR |
| --- | -------- | ---- | - | - | - | - | -- | -- | -- |
| 1   | Giamaica | 6    | 2 | 2 | 0 | 0 | 5  | 2  | +3 |
| 2   | Suriname | 3    | 2 | 1 | 0 | 1 | 3  | 3  | 0  |
| 3   | Guyana   | 0    | 2 | 0 | 0 | 2 | 4  | 7  | -3 |

Giamaica accede alla fase finale, Suriname accede al girone eliminatorio per il quinto posto.

### Gruppo 2
| Arbitro: | Santos |

|              |           |  |
| Abelinti 63’ | Marcatori |  |

| Arbitro: | Vásquez |

|                               |           |                                                     |
| M. Jérôme 4’ (pen.) Nazon 27’ | Marcatori | 38’, 58’, 64’ (rig.) Privat 67’ Evens 90+1’ L. Baal |

| Arbitro: | Dolaini |

|  |           |                          |
|  | Marcatori | Guerrier 102’ Nazon 119’ |

| Pos | Squadra             | P.ti | G | V | N | P | GF | GS | DR |
| --- | ------------------- | ---- | - | - | - | - | -- | -- | -- |
| 1   | Guyana francese     | 6    | 2 | 2 | 0 | 0 | 6  | 2  | +4 |
| 2   | Haiti               | 3    | 2 | 1 | 0 | 1 | 4  | 5  | -1 |
| 3   | Saint Kitts e Nevis | 0    | 2 | 0 | 0 | 2 | 0  | 3  | -3 |

Guyana francese accede alla fase finale, Haiti accede al girone eliminatorio per il quinto posto.

### Gruppo 3
| Arbitro: | Skeete |

|                                     |           |  |
| Bacuna 12’ Janga 80’ Van Kessel 90’ | Marcatori |  |

| Arbitro: | Moore |

|                     |           |  |
| Byers 43’ Smith 86’ | Marcatori |  |

| Arbitro: | Yorke |

|                           |           |                                              |
| H. Ramos 16’ M. Ramos 27’ | Marcatori | 69’ Janga 85’, 120+1’ Bacuna 97’ Zschusschen |

| Pos | Squadra           | P.ti | G | V | N | P | GF | GS | DR |
| --- | ----------------- | ---- | - | - | - | - | -- | -- | -- |
| 1   | Curaçao           | 6    | 2 | 2 | 0 | 0 | 7  | 2  | +5 |
| 2   | Antigua e Barbuda | 3    | 2 | 1 | 0 | 1 | 2  | 3  | -1 |
| 3   | Porto Rico        | 0    | 2 | 0 | 0 | 2 | 2  | 6  | -4 |

Curaçao accede alla fase finale.

### Gruppo 4
| Arbitro: | Ward |

|                               |           |  |
| Molino 14’, 18’, 55’ Cato 30’ | Marcatori |  |

| Arbitro: | Martínez |

|           |           |                        |
| Beard 75’ | Marcatori | 14’ Langil 89’ Coureur |

| Arbitro: | Legister |

|                            |           |  |
| Parsemain 105’ Langil 120’ | Marcatori |  |

| Pos | Squadra           | P.ti | G | V | N | P | GF | GS | DR |
| --- | ----------------- | ---- | - | - | - | - | -- | -- | -- |
| 1   | Martinica         | 6    | 2 | 2 | 0 | 0 | 4  | 1  | +3 |
| 2   | Trinidad e Tobago | 3    | 2 | 1 | 0 | 1 | 4  | 2  | +2 |
| 3   | Rep. Dominicana   | 0    | 2 | 0 | 0 | 2 | 1  | 6  | -5 |

Martinica accede alla fase finale, Trinidad e Tobago accede al girone eliminatorio per il quinto posto.

### Raffronto tra le seconde classificate
| Pos | Gruppo | Squadra           | P.ti | G | V | N | P | GF | GS | DR |
| --- | ------ | ----------------- | ---- | - | - | - | - | -- | -- | -- |
| 1   | 4      | Trinidad e Tobago | 3    | 2 | 1 | 0 | 1 | 4  | 2  | +2 |
| 2   | 1      | Suriname          | 3    | 2 | 1 | 0 | 1 | 3  | 3  | 0  |
| 3   | 2      | Haiti             | 3    | 2 | 1 | 0 | 1 | 4  | 5  | -1 |
| 4   | 3      | Antigua e Barbuda | 3    | 2 | 1 | 0 | 1 | 2  | 3  | -1 |

## Girone eliminatorio per il 5º posto
| Arbitro: | Ward |

|             |           |                           |
| Charles 82’ | Marcatori | 76’ Kwasie 110’ Rozenblad |

| Arbitro: | Rodríguez |

|                       |           |                                                            |
| Apai 87’ Eduard 90+1’ | Marcatori | 25’ Hérold 42’ Jean-Baptiste 48’ Désiré 80’ (aut.) Faerber |

| Arbitro: | De Leça |

|                                                  |           |                          |
| Etienne 20’ Belfort 39’, 111’ Jean-Baptiste 117’ | Marcatori | 1’, 25’, 113’ Winchester |

| Pos | Squadra           | P.ti | G | V | N | P | GF | GS | DR |
| --- | ----------------- | ---- | - | - | - | - | -- | -- | -- |
| 1   | Haiti             | 6    | 2 | 2 | 0 | 0 | 8  | 5  | +3 |
| 2   | Suriname          | 3    | 2 | 1 | 0 | 1 | 4  | 5  | -1 |
| 3   | Trinidad e Tobago | 0    | 2 | 0 | 0 | 2 | 4  | 6  | -2 |

Haiti accede al playoff interzona per la CONCACAF Gold Cup 2017.

## Statistiche

### Classifica marcatori
7 reti
- Gino van Kessel
- Felitciano Zschusschen

5 reti
- Héctor Ramos

4 reti
- Leandro Bacuna
- Julian Wade
- Steeven Langil

3 reti
- Jonathan Faña
- Rhudy Evens
- Sloan Privat
- Shavon John-Brown
- Harry Panayiotou
- Mitchell Kisoor
- Kevin Molino
- Shahdon Winchester

2 reti
- Peter Byers
- Calaum Jahraldo-Martin
- Rangelo Janga
- Chad Bertrand
- Kelrick Walters
- Darly Batista
- Arnold Abelinti
- Ludovic Baal
- Roy Contout
- Jamal Charles
- Shane Rennie
- Anthony Abrams
- Marcel Barrington
- Trayon Bobb

- Adrian Butters
- Dwight Peters
- Ricky Shakes
- Kervens Belfort
- Andrew Jean-Baptiste
- Duckens Nazon
- Cory Burke
- Yoann Arquin
- Kévin Parsemain
- Juan Coca
- Olvin Ortiz
- Stefano Rijssel
- Ivanildo Rozenblad
- Trevor Wrensford

1 rete
- Dexter Blackstock
- AJ George
- Tevaughn Harriette
- Keiran Murtagh
- Josh Parker
- Stefan Smith
- Frederick Gomez
- Romario Harewood
- Reggie Lambe
- Tre Ming
- Jonte Smith
- Alberto Gómez
- Daniel Luis Sáez
- Gevaro Nepomuceno
- Rony Beard
- Edipo Rodríguez
- Alex Eric
- Kévin Rimane
- Moron Phillip
- Jake Rennie
- Kimo Sampson

- Elbert Anatol
- Claudio Beauvue
- Gilles Dan
- Livio Nabab
- Solomon Austin
- Brandon Beresford
- Neil Danns
- Sheldon Holder
- Kai McKenzie-Lyle
- Devon Millington
- Vurlon Mills
- Chris Nurse
- Gregory Richardson
- Jonel Désiré
- Wilde-Donald Guerrier
- Derrick Etienne
- Charles Hérold Jr.
- Mechack Jérôme
- Shaun Francis
- Je-Vaughn Watson
- Dicoy Williams

- Stéphane Abaul
- Johan Audel
- Jean-Sylvain Babin
- Mathias Coureur
- Jordy Delem
- Bruno Grougi
- Daniel Hérelle
- Antoine Jean-Baptiste
- Jorge Rivera
- Mike Ramos
- Javeim Blanchette
- Romaine Sawyers
- Myron Samuel
- Ramsleii Boelijn
- Dimitrie Apai
- Sergino Eduard
- Guno Kwasie
- Galgyto Talea
- Melvin Valies
- Cordell Cato
- Tyrone Charles
- Asanti Herring

Autoreti
- Ryan Dicker (contro Dominica)
- Malcolm Joseph (contro Martinica)
- Rick de Punder (contro Grenada)
- Gillermo Faerber (contro Haiti)